# Too Legit to Quit
Too Legit to Quit es el tercer álbum de MC Hammer, lanzado en 1991. Combina el rap con el pop.

## Canciones
1. This Is The Way We Roll - 5:54
2. Brothers Hang On - 7:13
3. Too Legit 2 Quit - 5:37
4. Living In A World Like This - 5:30
5. Tell Me (Why Can't We Live Together) - 6:40
6. Releasing Some Pressure - 5:04
7. Find Yourself A Friend - 3:57
8. Count It Off - 5:06
9. Good To Go - 4:54
10. Lovehold - 4:56
11. Street Soldiers - 5:01
12. Do Not Pass Me By - 5:31
13. Gaining Momemtum - 5:41
14. Addams Groove - 4:00

- Datos: Q2264883